# FLOW ANIME BEST 極
『FLOW ANIME BEST 極』（フロウ アニメ ベスト きわみ）は、日本のバンド、FLOWの4枚目のベスト・アルバム。2015年2月25日に発売。発売元はKi/oon Music。

## 概要
2011年4月発売の『FLOW ANIME BEST』以来2作目となるアニメタイアップ曲を集めたベスト・アルバム。ただし、前作に収録された「Realize」、「SUMMER FREAK」、「1/3の純情な感情」は未収録。
発売日である25日には、ボーカルKEIGOによるこのアルバムについてのコメントが、オフィシャルウェブサイト内のブログに記載された。
CDのみの通常盤と、特典が付属された初回生産限定盤の2形態で発売。初回盤には、DVDとFLOW原案によるオリジナルアニメ（後述）『極!!! エクストリームV 〜世界征服に必要な5人の英雄と小悪魔とさえない私〜』（以下、『極!!!エクストリームV』）の絵コンテと設定資料集が付属されているほか、デジパック及び三方背ボックス仕様となっている。また、特定の店舗での予約・購入特典として、『極!!!エクストリームV』のステッカーがプレゼント（外部リンクの特設サイト参照）。
このアルバムを引っ提げて、FLOW史上初となるワールドツアー「FLOW WORLD TOUR 2015 極」を、5月15日から8月15日にかけて開催した（公演は日本を含めて全8か国）。

## 収録内容
- 収録内容は、外部リンク『FLOW ANIME BEST 極』特設サイトを元に記載。

### CD
1. 7 -seven- (4:18) [1]
  - 2014年11月にGRANRODEOとのコラボレーションとして、「FLOW×GRANRODEO」名義で発売されたシングル表題曲。MBS・TBS系アニメ『七つの大罪』前期エンディングテーマ。
2. AWAKE (4:03) [1]
  - 新曲。FLOW原案によるオリジナルアニメ『極!!! エクストリームV 〜世界征服に必要な5人の英雄と小悪魔とさえない私〜』テーマソング。
3. GO!!! (3:58) [1]
  - 2004年4月に発売された4枚目のシングル表題曲。テレビ東京系アニメ『NARUTO -ナルト-』4代目オープニングテーマ。
4. Re:member (3:17) [1]
  - 2006年5月に発売された9枚目のシングル表題曲。テレビ東京系アニメ『NARUTO -ナルト-』8代目オープニングテーマ。
5. Sign (3:56) [1]
  - 2010年1月に発売された18枚目のシングル表題曲。テレビ東京系アニメ『NARUTO -ナルト- 疾風伝』6代目オープニングテーマ。
6. DAYS (4:11) [1]
  - 2005年6月に発売された7枚目のシングル表題曲。MBS・TBS系アニメ『交響詩篇エウレカセブン』初代オープニングテーマ。
7. ブレイブルー (4:06) [1]
  - 2012年9月に発売された24枚目のシングル表題曲。MBS・TBS系アニメ『エウレカセブンAO』後期オープニングテーマ。
8. COLORS (3:39) [1]
  - 2006年11月に発売された11枚目のシングル表題曲。MBS・TBS系アニメ『コードギアス 反逆のルルーシュ』前期オープニングテーマ。
9. WORLD END (3:48) [1]
  - 2008年8月に発売された16枚目のシングル。MBS・TBS系アニメ『コードギアス 反逆のルルーシュ R2』後期オープニングテーマ。
10. 愛愛愛に撃たれてバイバイバイ (4:11) [1]
  - 2014年2月に発売された27枚目のシングル表題曲。フジテレビ系「ノイタミナ」枠アニメ『サムライフラメンコ』後期オープニングテーマ。表記はないが、『26 a Go Go!!!』収録のアルバムバージョンで収録。
11. CHA-LA HEAD-CHA-LA (3:23) [1]
  - 2013年3月に発売された25枚目のシングル（両A面）の2曲目で、影山ヒロノブの同名曲のカバー。東映配給アニメ映画『ドラゴンボールZ 神と神』主題歌。
12. HERO 〜希望の歌〜 (3:38) [1]
  - 2013年3月に発売された25枚目のシングル（両A面）の1曲目。東映配給アニメ映画『ドラゴンボールZ 神と神』劇中歌。
13. CALLING (3:36) [1]
  - 2010年5月に発売された19枚目のシングル表題曲。テレビ東京系アニメ『HEROMAN』前期エンディングテーマ。
14. WORD OF THE VOICE (3:47) [1]
  - 2008年6月に発売された15枚目のシングル表題曲。独立UHF局アニメ『ペルソナ 〜トリニティ・ソウル〜』後期オープニングテーマ。
15. Hey!!! (3:42) [1]
  - 2011年8月に発売された22枚目のシングル表題曲。読売テレビ・日本テレビ系アニメ『べるぜバブ』3代目オープニングテーマ。
16. GLORY DAYS (3:46) [1]
  - 2013年にボーカルのKOHSHIとギターのTAKEがD☆DATEに提供し、同年6月に発表された同グループ6枚目のシングル表題曲のセルフカバー。アルバム『26 a Go Go!!!』（2014年）収録曲。原曲は、NHK BSプレミアム『キングダム』第2シリーズオープニングテーマ。
17. ブルーバード feat.ダイアナガーネット (3:55) [1]
  - 2008年7月にいきものがかりが発表した同曲のカバー。原曲は、テレビ東京系アニメ『NARUTO -ナルト- 疾風伝』3代目オープニングテーマ。同アニメの32代目エンディングテーマ「Spinning World」を歌うダイアナ・ガーネットとのコラボレーション。
18. FLOW ANIME BEST 極MIX by DJ和 (8:07) [1]
  - DJ和による、リミックストラック。

### 初回盤付属DVD
- DVDは、音声を副音声にすると、メンバー5人によるコメンタリーが付く。

1. LIVE (2014/11/26「FLOW THE PARTY 2014」TSUTAYA O-EAST)
  - New World (by FLOW×GRANRODEO)
  - 7 -seven- (by FLOW×GRANRODEO)
  - MC集
2. MUSIC CLIP
  - FLOW ANIME BEST 極MIX by DJ和 (Videogram mix by VJ Routes)
3. Teaser CLIP
  - 「極!!! エクストリームV 〜世界征服に必要な5人の英雄と小悪魔とさえない私〜」予告編
4. OFF SHOT FILMS
  - FLOW 海外公演オフショット映像
5. 「7 -seven-」/FLOW×GRANRODEO TV SPOT テレビアニメ「七つの大罪」ver.
  - エリザベス編
  - メリオダス編
  - ホーク編
  - ギルサンダー編
  - キング編
  - ディアンヌ編
  - バン編

## オリジナルアニメ『極!!!エクストリームV』について
FLOW原案により、様々なクリエイターの手によって形となったオリジナルアニメ。ジャンルはヒーロー活劇。2014年にアメリカのダラスで行われたアニメのイベント「AnimeFest2014」にて、『スペース☆ダンディ』の制作陣と会ったのをきっかけに話が進められ、実現した。ただし、正式にアニメ化が決定しているわけではない。なお、その制作陣の1人である脚本家の佐藤大は、2月28日にFLOWのニコニコ生放送番組にダイアナ・ガーネットと共にゲスト出演した。
あらすじ、スタッフなどの詳細は、外部リンクの特設サイト参照。

### スタッフ
- 原案 - FLOW
- シリーズ構成・脚本 - 佐藤大、うえのきみこ
- キャラクターデザイン - 清水洋、青山浩行
- 文芸 - ストーリーライダーズ
- 監督・絵コンテ - 夏目真悟
- 製作 - 世界征服しちゃおっかな製作委員会